# José Navarro
José Navarro fou un empresari forner valencià que provocà l'any 2012 la "guerra del pa" al vendre pa a preus reduïts (20 cèntims) respecte a la seua competència. Els interessos econòmics van provocar la baixada dels preus i l'augment del consum. Aconseguí obrir fins a cinc filials repartides entre Quart de Poblet, Torrent, Gandia i Vilamarxant. Rebé crítiques per part del Gremi de Forners i Pastissers de València. Acabà la guerra del pa a principis de 2016 perdent-la endeutat, afectant a proveïdors fariners i algunes empreses de transport.